# Sala Cabanyes
La Sala Cabanyes és el teatre del Centre Catòlic, situat al carrer de la Riera de Mataró. Cada any s'hi representen Els Pastorets de Mataró. Té el nom de l'arquitecte Emili Cabanyes i Rabassa (1850-1917), antic president i impulsor del Centre Catòlic.
L'edifici, dissenyat per l'arquitecte Gaietà Cabanyes fou inaugurat el 1933, per acollir les activitats de la secció teatral que, creada el 1906, des d'aleshores prendria aquest nom. A més d'Els Pastorets de Mataró, des del 1935 s'hi comença a representar la Passió, creant controvèrsia pel fet inaudit aleshores de fer-hi participar actors d'ambdós sexes. El 1981, l'Ajuntament de Mataró va reconèixer Els Pastorets com a patrimoni cultural de la ciutat. L'any 2016, la Generalitat de Catalunya va atorgar a Sala Cabanyes la Creu de Sant Jordi, amb motiu del centenari de les representacions dels Pastorets de Mataró.
El novembre de 2010, la Sala va inaugurar un nou espai teatral a la Saleta del Centre Catòlic, l'Espai Saleta, destinat a muntatges de petit format. La primera obra que s'hi va representar va ser Adulteris, de Woody Allen, dirigida per José Sánchez i Pere Vàzquez. Els anys 2016 i 2017, per celebrar el centenari de la secció teatral, es va muntar un extens programa d'activitats.